# Trnavac (Chorwacja)
Trnavac – wieś w Chorwacji, w żupanii licko-seńskiej, w gminie Plitvička Jezera. W 2011 roku liczyła 10 mieszkańców.